# Little, Brown and Company
Little, Brown and Company este o editură americană fondată în 1837 de Charles Coffin Little și partenerul său, James Brown, și care a publicat timp de aproape două secole cărți de ficțiune și non-ficțiune ale autorilor americani. Printre primele cărți publicate au fost Cele patru fiice ale doctorului March de Louisa May Alcott, volumele de poezie ale lui Emily Dickinson și Bartlett's Familiar Quotations. Începând din 2006, Little, Brown & Company este o divizie a Hachette Book Group.

## Istoric
În 1853, Little, Brown a început să publice operele unor poeți britanici de la Chaucer la Wordsworth. Nouăzeci și șase de volume au fost publicate timp de cinci ani în această serie.
John Murray Brown a murit în 1908 și James W. McIntyre a devenit director, deținând această funcție până în 1913 când a murit. În 1925, Little, Brown a semnat un acord pentru publicarea tuturor cărților Atlantic Monthly. Acest aranjament a durat până în 1985. În acest timp Atlantic Monthly Press/Little Brown a publicat Nimic nou pe Frontul de Vest, Aventurile lui Tintin de Herge, Familia Adams de James Truslow Adams, Răscoala de pe Bounty a lui Charles Nordhoff și James Norman Hall și continuările sale, La revedere, domnule Chips de James Hilton, Drums Along the Mohawk de Walter D. Edmonds, Blue Highways de William Least Heat-Moon, The Soul of a New Machine de Tracy Kidder și De veghe în lanul de secară de J.D. Salinger.
Salinger și-a reziliat mai târziu contractul cu editura cândva prin anii 1970, deși romanul său a fost încă publicat de Little, Brown.
Alți autori celebri publicați de Little, Brown în secolul al XX-lea și la începutul secolului al XXI-lea au fost Nagaru Tanigawa, Donald Barthelme, Louisa M. Alcott, Catherine Drinker Bowen, Bernie Brillstein, Thornton Burgess, Hortense Calisher, Bruce Catton, A. J. Cronin, Peter De Vries, J. Frank Dobie, C. S. Forester, John Fowles, Malcolm Gladwell, Pete Hamill, Cynthia Harrod-Eagles, Lillian Hellman, Oliver Wendell Holmes, Sr., Henry Kissinger, Elizabeth Kostova, Norman Mailer, William Manchester, Nelson Mandela, John P. Marquand, Masters și Johnson, Stephenie Meyer, Rick Moody, Ogden Nash, Edwin O'Connor, Erich Maria Remarque, Alice Sebold, David Sedaris, George Stephanopoulos, Gwyn Thomas, Gore Vidal, David Foster Wallace, Evelyn Waugh, P. G. Wodehouse, James Patterson și Herman Wouk. Little, Brown a publicat, de asemenea, fotografiile lui Ansel Adams.